# Скоттвілл (Мічиган)
Скоттвілл (англ. Scottville) — місто (англ. city) в США, в окрузі Мейсон штату Мічиган. Населення — 1356 осіб (2020).

## Географія
Скоттвілл розташований за координатами 43°57′6″ пн. ш. 86°16′46″ зх. д. / 43.95167° пн. ш. 86.27944° зх. д. (43.951630, -86.279479).  За даними Бюро перепису населення США в 2010 році місто мало площу 3,85 км², уся площа — суходіл.

## Демографія
Згідно з переписом 2010 року, у місті мешкало 1214 осіб у 483 домогосподарствах у складі 309 родин. Густота населення становила 315 осіб/км².  Було 578 помешкань (150/км²).
Расовий склад населення:
| - 92,9 % — білих - 0,9 % — корінних американців - 0,9 % — чорних або афроамериканців - 0,5 % — азіатів - 2,0 % — осіб інших рас |

До двох чи більше рас належало 2,8 %. Частка іспаномовних становила 5,3 % від усіх жителів.
За віковим діапазоном населення розподілялося таким чином: 28,2 % — особи молодші 18 років, 58,0 % — особи у віці 18—64 років, 13,8 % — особи у віці 65 років та старші. Медіана віку мешканця становила 35,1 року. На 100 осіб жіночої статі у місті припадало 92,1 чоловіків;  на 100 жінок у віці від 18 років та старших — 83,2 чоловіків також старших 18 років.
Середній дохід на одне домашнє господарство  становив 40 883 долари США (медіана — 35 333), а середній дохід на одну сім'ю — 43 200 доларів (медіана — 37 083). Медіана доходів становила 30 521 долар для чоловіків та 22 500 доларів для жінок. За межею бідності перебувало 27,1 % осіб, у тому числі 40,4 % дітей у віці до 18 років та 5,1 % осіб у віці 65 років та старших.
Цивільне працевлаштоване населення становило 538 осіб. Основні галузі зайнятості: освіта, охорона здоров'я та соціальна допомога — 22,3 %, роздрібна торгівля — 16,7 %, мистецтво, розваги та відпочинок — 10,8 %, виробництво — 10,4 %.